# Hylocomiastrum
Hylocomiastrum és un gènere de molses de la família de les Hilocomiàcies. Conté tres espècies distribuïdes per l'hemisferi boreal, dos de les quals (Hylocomiastrum pyrenaicum i Hylocomiastrum umbratum) són autòctones de Catalunya.

## Característiques
Les molses que pertanyen al gènere Hyalocmiastrum són molt semblants a les gènere Hylocomium. Presenten caulidis prostrats, d'1 a 3 mm d'ample, irregularlment i lleugerament pinnades o bé 1- o 2-pinnades; amb abundant parafil·les ramificats. Fil·lidis caulinars d'erectes a estesos normalment dispersos, amplament ovats, fortament apiculats, no rugosos, d'uns 0,8-2,5 mm; base de la fulla no decurrent o lleugerament; els marges són serrulats mentre que a la base el marge és enter o bé denticulat o distalment serrat. L'àpex és agut, obtús o acuminat; el nervi pot ser simple, doble, o rarament triple, i ateny 1/3-3/4 de la longitud de la làmina del fil·lidi. Cèl·lules alars no diferenciades, i les la làmina de paret llisa. Fil·lidis rameals semblants als caulinars. Són rarament fèrtils, la càpsula, si en té, és horitzontal amb opercle cònic.
Difereix del gènere Hylocomium per que tenen abundants parafil·les ramificats, fil·lidis fortament plegats, nervi patent i cèl·lules de la làmina llises.

## Sistemàtica
- Hylocomiastrum himalayanum: Present a Àsia[3]
- Hylocomiastrum pyrenaicum: Àmpliament distribuïda per l'hemisferi nord[4]
- Hylocomiastrum umbratum: Present a Euràsia, Amèrica del Nord i Àfrica.[5]